# Copa Fraternidad 1981
La Copa Fraternidad 1981 fue la undécima edición de la Copa Fraternidad Centroamericana, torneo de fútbol a nivel de clubes de Centroamérica avalado por la Concacaf y que contó con la participación de 12 equipos de la región.
El Real CD España de Honduras se proclamó campeón en la ronda final, para ser campeón del torneo por primera vez y darle a Honduras su segundo título consecutivo, mientras que el campeón de la edición anterior, el CD Broncos de Honduras, no participó.

## Equipos participantes
En cursiva los equipos debutantes en el torneo.
| País                | Equipo                                                      | Vía de clasificación |
| ------------------- | ----------------------------------------------------------- | --- |
| El Salvador 4 cupos | Atlético Marte Santiagueño Alianza Águila                   | Campeón de la Primera División 1980 Subcampeón de la Primera División 1980 Tercero de la Primera División 1980 Cuarto de la Primera División 1980 |
| Guatemala 4 cupos   | Xelajú M.C. Juventud Retalteca Comunicaciones Suchitepéquez | Campeón de la Liga Nacional 1980 Subcampeón de la Liga Nacional 1980 Tercero de la Liga Nacional 1980 Cuarto de la Liga Nacional 1980             |
| Honduras 4 cupos    | Real España Marathón Olimpia Vida                           | Campeón de la Liga Nacional 1980 Subcampeón de la Liga Nacional 1980 Tercero de la Liga Nacional 1980 Cuarto de la Liga Nacional 1980             |

## Primera ronda
| Equipo 1           | Agr. | Equipo 2       | Ida | Vuelta |
| ------------------ | ---- | -------------- | --- | ------ |
| Juventud Retalteca | 2-3  | Vida           | 1-0 | 1-3    |
| Real España        | 2-0  | Alianza        | 1-0 | 1-0    |
| Atlético Marte     | 0-2  | Comunicaciones | 0-2 | 0-0    |
| Santiagueño        | 4-5  | Suchitepéquez  | 2-2 | 2-3    |
| Olimpia            | 2-1  | Xelajú M.C.    | 1-0 | 1-1    |
| Marathón           | 7-1  | Águila         | 2-1 | 5-0    |

## Segunda ronda
| Equipo 1    | Agr.     | Equipo 2       | Ida | Vuelta |
| ----------- | -------- | -------------- | --- | ------ |
| Real España | 2-2 (v.) | Suchitepéquez  | 1-0 | 1-2    |
| Olimpia     | 2-1      | Comunicaciones | 1-1 | 1-0    |
| Vida        | 0-4      | Marathón       | 0-2 | 0-2    |

## Ronda final
| Club        | PTS | PJ | PG | PE | PP | GF | GC | +/- |
| ----------- | --- | -- | -- | -- | -- | -- | -- | --- |
| Real España | 6   | 4  | 2  | 2  | 0  | 8  | 5  | +3  |
| Olimpia     | 4   | 4  | 0  | 4  | 0  | 5  | 5  | 0   |
| Marathón    | 2   | 4  | 0  | 2  | 2  | 6  | 9  | -3  |

| 21 de junio de 1981 | Real España | 1:1 | Olimpia | Estadio Francisco Morazán, San Pedro Sula |  |
|                     | Pavón       |     | Norales |                                           |  |

| 25 de junio de 1981 | Olimpia   | 1:1 | Marathón | Estadio Nacional, Tegucigalpa |  |
|                     | De Moraes |     | Bailey   |                               |  |

| 28 de junio de 1981 | Marathón | 1:3 | Real España                   | Estadio Francisco Morazán, San Pedro Sula |  |
|                     | Güity    |     | Espinoza · Bonilla · Barahona |                                           |  |

| 15 de diciembre de 1981 | Marathón            | 2:2 | Olimpia     | Estadio Francisco Morazán, San Pedro Sula |  |
|                         | Bailey · Villalobos |     | Fernández , |                                           |  |

| 20 de diciembre de 1981 | Olimpia  | 1:1 | Real España | Estadio Nacional, Tegucigalpa |  |
|                         | González |     | Castro      |                               |  |

| 23 de diciembre de 1981 | Real España                  | 3:2 | Marathón       | Estadio Francisco Morazán, San Pedro Sula |  |
|                         | Costly · Mathews · Chavarría |     | Bailey · Güity |                                           |  |

## Campeón
Real C.D. España

Campeón
1º título